# Sammy und Rosie tun es
Sammy und Rosie tun es ist ein britischer Spielfilm aus dem Jahr 1987. Der Film beleuchtet die Auswirkungen der Politik Margaret Thatchers im Großbritannien der 1980er Jahre. Er beginnt mit einem O-Ton-Zitat der damaligen Premierministerin: “We have a great deal of work to do, so no one must slack, we’ll have a party tonight, we’ll have a marvelous party tonight, but on Monday we have a big job to do in some of those inner cites.”

## Handlung
Der pakistanischstämmige Steuerberater Sammy und die Sozialarbeiterin Rosie leben als Bohémiens in einer Londoner Vorstadt in den späten 1980er Jahren. Eines Tages taucht Sammys Vater Rafi Rahman, ein prominenter pakistanischer Politiker und Unternehmer, auf. Er will sich in London, das er aus seiner Jugendzeit gut zu kennen glaubt, zur Ruhe setzen und bei Sammy und seiner Frau Rosie leben, von denen er sich Enkelkinder erwartet. Er will auch seine frühere Geliebte, Alice, die er seit Jahrzehnten nicht mehr gesehen hat, wieder aufsuchen. Das London, in das Rafi zurückkehrt, hat sich nach dreißig Jahren radikal verändert, und der inzwischen alte Mann kommt nicht mehr mit all dem Lärm, dem Schmutz und dem offen sichtbaren sozialen Elend zurecht. Als es nach einem Polizeieinsatz mit tödlichen Ausgang im Viertel, in dem sein Sohn lebt, zu schweren Unruhen kommt, fordert er ihn auf, ein Haus in einer „besseren Gegend“ zu kaufen. Dazu will Rafi seinem Sohn das Vermögen überschreiben, das er unter fragwürdigen Umständen ins Ausland schaffen konnte.
Sammys Aussicht auf plötzlichen Wohlstand und Rosies zunehmendes Unbehagen Rafi gegenüber treiben einen Keil in ihre Ehe. Rosie recherchiert und deckt nach und nach dunkle Details aus der politischen Karriere Rafis auf: Folter, Mord, Verschleppungen von politischen Gegnern. Auch Rafis Beziehung zu Alice zerbricht und er steht plötzlich allein da: in einem London, das ihm völlig fremd geworden ist, und mit einem entfremdeten Sohn. Dazu plagen ihn Alpträume von den gefolterten und geschundenen Menschen aus Pakistan. Diese werden verkörpert durch den einäugigen pakistanischen Taxifahrer, der Rafi am Beginn des Films vom Flughafen in die Stadt fährt und daraufhin immer wieder auftaucht. So sieht Rafi keinen Sinn mehr in seiner Existenz und nimmt sich das Leben.

## Trivia
Die Dreharbeiten mit Shashi Kapoor, der in seiner Heimat Indien als Star gilt, aber im Westen kaum bekannt ist, in Vierteln Londons, in denen hauptsächlich indische und pakistanische Einwanderer leben, sorgten unter der dortigen Bevölkerung für Aufsehen.
In einer Nebenrolle ist Roland Gift, Sänger der Gruppe Fine Young Cannibals, in seiner ersten Filmarbeit zu sehen. Gift, der sich anlässlich der Verleihung der BRIT Awards 1989 für die Hit-Single der FYC She drives me crazy nicht mit Premierministerin Margaret Thatcher fotografieren lassen wollte, wurde 1990 von der US-amerikanischen Zeitschrift People unter die „50 schönsten Menschen der Welt“ gewählt.

## Kritiken
„Frears und Kureishi servieren eine neue Portion Kino-Anarchismus.“

„Eine rigorose Abrechnung mit der ‚postsozialen Gesellschaft‘ des Englands Ende der 80er Jahre, in der sich Realität, überhöhtes Traumspiel und irreale Momente wechselseitig durchdringen und die die Sexualität als einen der letzten politischen Freiräume interpretiert. In Machart und Darstellung außergewöhnlich und für ein kritikfähiges Publikum ein Gewinn.“